# Павутиння (фільм)
«Павутиння» (англ. Cobweb) — американський фільм жахів 2023 року, знятий режисером Семюелем Бодіном, для якого ця стрічка стала його дебютною роботою. Сценарій фільму, написаний Крісом Томасом Девліном, 2018 року увійшов до «Чорного списку» найкращих нереалізованих сценаріїв. Головні ролі у фільмі зіграли Ліззі Каплан, Вуді Норман, Клеопатра Коулман та Ентоні Старр.
21 липня 2023 року «Павутиння» вийшов в обмежений кінопрокат у США, а в Україні фільм демонструвався в кінотеатрах з 27 липня до 9 серпня.

## Сюжет
Пітер — 8-річний хлопчик, який живе зі своїми владними та емоційно віддаленими батьками. З нього часто знущаються у школі, у нього немає ні друзів, ні спілкування. Але все ж він знаходить спільну мову з учителькою, пані Дівайн. Незважаючи на те, що хлопчик випрошує дозволу піти на Гелловін, батьки забороняють через зникнення молодої дівчини кілька років тому.
Пізніше тієї ночі Пітер прокидається від стукоту зі стін спальні. Його батьки рішуче заперечують ці випадки, наполягаючи на тому, що це плід його багатої уяви. Протягом наступних кількох днів Пітер продовжує розмовляти з таємничою сутністю, яку, як він дізнається, звуть Сара. Вона стверджує, що її загнали в стіни батьки Пітера. Це ще більше його бентежить. 
Міс Дівайн занепокоєна, побачивши малюнок із проханням про допомогу, який намалював Пітер, і батьки дорікають сину за те, що він виніс свої марення напоказ. У школі хуліган знищує святковий гарбуз Пітера. За порадою Сари, наступного дня він штовхає хулігана зі сходів, і той ламає ногу. Дізнавшись, що Пітера вигнали зі школи, батьки замикають його в підвалі, де він знаходить яму, покриту решіткою. Міс Дівайн приходить до хлопчика й залишає свій номер телефону на аркуші з контрольною, та її лякає батько Пітера, який має загадкову рану на руці. Пітера випускають із підвалу. 
Сара стверджує, що вона старша сестра Пітера, яку їхні батьки закрили після того, як вирішили, що вона їм більше не потрібна. Вони обрали Хелловін днем її ув'язнення; дівчину, яка зникла безвісти кілька років тому, вони вбили після того, як Сара спробувала попросити її про допомогу. Вона переконує Пітера, що їхні батьки планують її вбити і наступним ув'язнити його в стінах. Він убиває батьків, підкинувши щурячу отруту в обід і перерізавши телефонну лінію, щоб вони не могли викликати швидку допомогу. Перед смертю мати каже сину: «Не випускай її».
Пітер усе ж відмикає приховані двері за годинником у спальні батьків. Сара виповзає і розповідає, що вона маніпулювала Пітером, щоб він помстився їхнім батькам за те, що вони замкнули її. Вона пояснює, що народилася сильно спотвореною, через що стала схожа на чудовисько. Налякані зовнішнім виглядом доньки, батьки замкнули її, і вона була змушена вести жалюгідне дике існування в темряві. Тим часом Пітер отримав набагато краще життя, його любили і про нього піклувалися, через що Сара ображена на нього.
Хуліган, який раніше докучав Пітеру, і його двоюрідні брати з'являються, плануючи помсту, але їх усіх убиває Сара. Міс Дівайн рятує Пітера від сестри, і вони знову ув'язнюють Сару в підвальній ямі. Та вона каже, що це не зможе втримати її, і вона завжди буде переслідувати брата у страхах.

## У ролі
- Ліззі Каплан — Керол[9]
- Ентоні Старр — Марк[10]
- Клеопатра Коулмен — міс Дівайн[11]
- Вуді Норман — Пітер[10]
- Люк Бьюзі — Браян
- Александра Драгова — Сара
- Дебра Вілсон — голос «монстра Сари»

## Виробництво
У травні 2020 року повідомлялося, що режисером фільму для Lionsgate стане Семюель Бодін, а продюсерами — Сет Роген, Еван Голдберг, Джеймс Вівер, Рой Лі та Джон Берг.
У вересні 2020 року було оголошено, що Ліззі Каплан, Ентоні Старр, Клеопатра Коулман та Вуді Норман знімуться у фільмі, а основні зйомки розпочнуться в Болгарії. Зйомки проходили на студії Nu Boyana Film Studios у листопаді 2020 року

## Реліз
21 липня 2023 року «Павутиння» було випущено в обмежений кінопрокат Lionsgate у США.
Випущено також у цифрових форматах 11 серпня 2023 року. Реліз Blu-Ray запланований на 12 вересня 2023 року

## Рецепція
На веб-сайті агрегатора рецензій Rotten Tomatoes 62 % із 63 відгуків критиків є позитивними із середньою оцінкою 5,9/10. Metacritic, який використовує середньозважену оцінку, присвоїв фільму оцінку 50 зі 100 на основі голосів 12 критиків, Валері Комплекс з Deadline Hollywood написала: «Сильні сторони фільму полягають у сформованій атмосфері інтриги та напруги. Однак він не може це цікавити, оскільки бореться з втраченими можливостями та нечітким епілогом, який не може завершити його розповідь». Денніс Гарві з Variety розкритикував сценарій і персонажів, але додав: «Все ж, перша театральна робота режисера Семюеля Бодіна атмосферна, і вона настільки відступає від стандартних традицій слешера, щоб створити цікавий, хоча й невинний жах». Боб Штраус з San Francisco Chronicle дав фільму 3/4 зірки, написавши: «Хоча сценарій Кріса Томаса Девліна є похідним, він має достатньо хворих, дотепних ідей, щоб страхітливі події здавалися свіжими та оригіанльними».
Девід Руні з The Hollywood Reporter написав: «У деяких рухах можна побачити вплив знаменитої ходьби павука Лінди Блер із „Екзорциста“, а назва є підказкою про моторошних істот, які таємно мешкають у цьому будинку. Але це людина чи надприродне, смертне чи чудовисько? Павутиння зберігає відповіді на ці запитання надто розпливчастими, щоб бути цікавими». Моніка Кастільо з RogerEbert.com дала фільму 1/4 зірки, написавши: «Хоча дивний і незвичайний світ „Павутиння“ Семюеля Бодіна має достатньо тривожної енергії завдяки зловісній операторській роботі Філіпа Лозано, йому не вдається досягти своїх страхітливих амбіцій».